# Carl Albert Weber

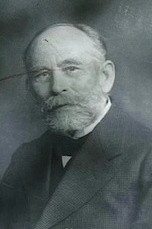
Carl Albert Weber

Carl Albert Weber (* 13. Januar 1856 in Spandau; † 11. September 1931 in Bremen) war ein preußischer, deutscher Botaniker, Grünlandwissenschaftler und Moorforscher. Er wirkte 30 Jahre lang an der Preußischen Moor-Versuchsstation in Bremen. Sein offizielles botanisches Autorenkürzel lautet „C.A.Weber“.

## Leben
Carl Albert Weber studierte 1875 Naturwissenschaften in Berlin und ab 1876 in Würzburg. Als Assistent des Botanikers Julius Sachs arbeitete er über die Assimilation der Pflanzen und wurde 1879 mit der Dissertation Ueber specifische Assimilationsenergie an der Universität Würzburg zum Dr. phil. promoviert. Nach Ablegung der Staatsprüfung für das höhere Lehramt übernahm er 1884 eine Stelle als Lehrer für Naturwissenschaften an der Landwirtschaftlichen Lehranstalt Hohenwestedt in Holstein.
Neben seiner Unterrichtstätigkeit schrieb er hochgeschätzte Lehrbücher. Sein erfolgreichstes Buch war der erstmals 1889 veröffentlichte Leitfaden für den Unterricht in der landwirtschaftlichen Chemie an mittleren und niederen landwirtschaftlichen Lehranstalten, von dem bis 1929 insgesamt 20 Auflagen erschienen sind.
Den größten Teil seiner Freizeit in Hohenwestedt benutzte Weber für ausgedehnte Vegetationsstudien auf den Moorflächen Schleswig-Holsteins. Durch zahlreiche Publikationen erwarb er sich in Fachkreisen hohes Ansehen. 1894 wurde er als Botaniker an die Preußische Moor-Versuchsstation in Bremen berufen. Hier wirkte er 30 Jahre lang bis zu seiner Pensionierung im Jahre 1924. Seit 1909 führte er den Titel Professor.

## Forschungsleistungen

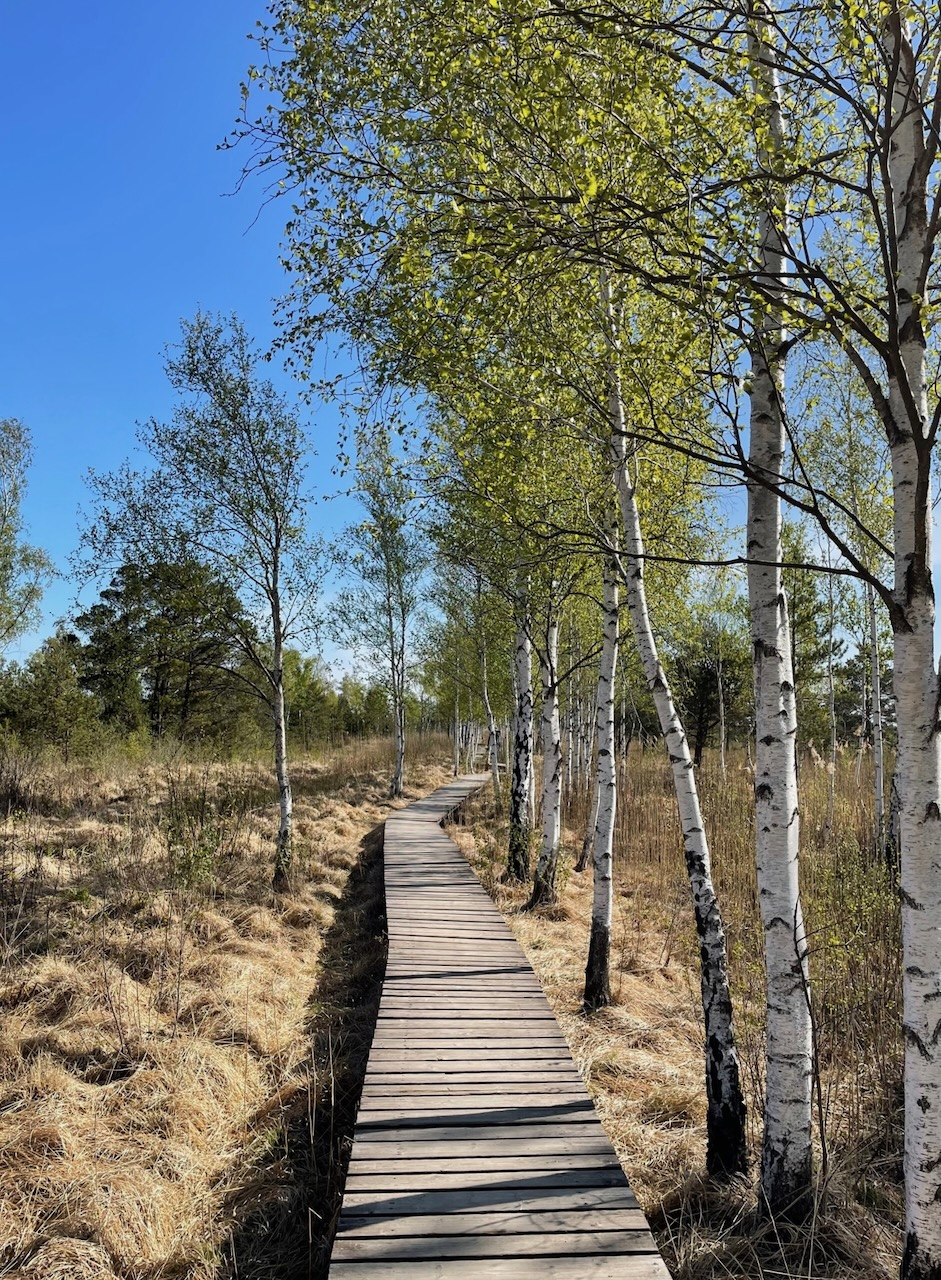
Lehrpfad im Hochmoor Aukstumal von Litauen

Zu Webers Arbeitsschwerpunkten in Bremen und im Memeldelta bei Heydekrug in Ostpreußen (heute: Nemunas-Delta bei Šilutė in Litauen) gehörten Untersuchungen über die ursprüngliche Moorvegetation, über die botanische Zusammensetzung des Torfes und über die Entwicklungsgeschichte der Moore. Sein Hauptwerk, das Buch Über die Vegetation und Entstehung des Hochmoors von Augstumal im Memeldelta (1902) wurde wegweisend für die weitere Moorforschung. Zum hundertjährigen Jubilum dieses bis heute aktuellen Werks wurde es ins Englische übersetzt.
Einen erheblichen Teil seiner Arbeit widmet er agronomischen Fragen der Moorkultur, also Fragen der agrarischen Nutzung im Sinne einer Melioration. Als Botaniker konnte er den Landwirten bei der Anlage von Wiesen und Weiden auf Moorböden hilfreiche Ratschläge geben.
Die meisten Publikationen Webers auf dem Gebiet der Grünlandwissenschaft sind in der Schriftenreihe „Arbeiten der Deutschen Landwirtschafts-Gesellschaft“ erschienen. Sein bedeutendster Beitrag über die Unkräuter auf Wiesen und Weiden ist die Monographie Der Duwock (Equisetum palustre) (1902). Beachtenswert für die Agrikulturbotanik ist sein Schlüssel zum Bestimmen der landwirtschaftlich wichtigsten Gräser Deutschlands im blütenlosen Zustand  (1924, mehrere Auflagen). Für seine Verdienste auf den Gebieten der landwirtschaftlichen Botanik, der Grünlandwissenschaft und der Moorforschung verlieh ihm die Deutsche Landwirtschafts-Gesellschaft 1910 die Silberne Max-Eyth-Denkmünze.

## C.A. Weber Medaille
Die Deutsche Gesellschaft für Moor- und Torfkunde (DGMT) verleiht als Auszeichnung „an Personen, die sich in besonderem Maße um die Moor- und Torfkunde verdient gemacht haben“, die Carl Albert Weber-Medaille. Sie wurde 1973 erstmalig vergeben, und zwar an Fritz Theodor Overbeck. Geehrt wurden in der Folge unter anderem Michael Succow (2002), Joachim Blankenburg (2009), Jutta Zeitz (2015) und Gerfried Caspers (2022).

## Schriften
- Ueber specifische Assimilationsenergie. Diss. phil., Würzburg 1879.
- Leitfaden für den Unterricht in der landwirtschaftlichen Chemie an mittleren und niederen landwirtschaftlichen Lehranstalten. Verlag Eugen Ulmer, Stuttgart 1889, 20. Auflage ebenda 1929.
- Beiträge zur Kenntnis der Dauerweiden in den Marschen Norddeutschlands (mit A. Emmerling). Arbeiten der Deutschen Landwirtschafts-Gesellschaft. Heft 61, 1901.
- Über die Vegetation und Entstehung des Hochmoors von Augstumal im Memeldelta mit vergleichenden Ausblicken auf andere Hochmoore der Erde. Eine formationsbiologisch-historische Studie. Verlag Paul Parey, Berlin 1902.
- Die Bekämpfung des Unkrautes: Der Duwock (Equisetum palustre). Arbeiten der Deutschen Landwirtschafts-Gesellschaft. Heft 72, 1902, 2. Auflage 1903.
- Wiesen und Weiden in den Weichselmarschen. Arbeiten der Deutschen Landwirtschafts-Gesellschaft. Heft 165, 1909.
- Die Anlage und Pflege der Dauerweiden. Arbeiten der Landwirtschaftskammer für die Provinz Hannover. Heft 37, 1914.
- Schlüssel zum Bestimmen der landwirtschaftlich wichtigsten Gräser Deutschlands im blütenlosen Zustande. Verlag Paul Parey, Berlin 1924; 2. Auflage 1925; 3. Auflage 1928.
- Sumpfwiesen und ihre zeitgemäße landwirtschaftliche Verbesserung nebst Ausblicken auf die nicht versumpften Wiesen und Weiden. Arbeiten der Deutschen Landwirtschafts-Gesellschaft. Heft 380, 1931.